# Радошовце (Скалица)
Радошовце (слч. Radošovce) насељено је мјесто са административним статусом сеоске општине (слч. obec) у округу Скалица, у Трнавском крају, Словачка Република.

## Становништво
| Година:    | 1994. | 2004.   | 2014.   | 2024.   |
| ---------- | ----- | ------- | ------- | ------- |
| Број људи: | 1781  | 1812    | 1790    | 1733    |
| Разлика:   |       | +1,74 % | -1,21 % | -3,18 % |

| Година:    | 2023. | 2024.   |
| ---------- | ----- | ------- |
| Број људи: | 1737  | 1733    |
| Разлика:   |       | -0,23 % |

Према подацима о броју становника из 2024. године насеље је имало 1733 становника.